# Demografia regiunii de dezvoltare Nord-Vest
Regiunea de dezvoltare Nord-Vest a României are o populație totală de 2.740.064 locuitori. Densitatea populației este de 80,21/km², sub media națională de 91,3/km². 1.336.425 (48,77%) din populație sunt bărbați, iar 1.403.639 (51,23%) sunt femei.

## Structura după vârstă
Regiunea Nord-Vest are următoarea structură de vârstă, conform recensământului din 2002:

## Structura etnică
Regiunea are o structură etnică complexă, cu românii majoritari (75%). Principalul grup etnic minoritar sunt maghiarii, care formează aproximativ 20% din populație, în special în zonele Oradea și Satu Mare. Al treilea grup etnic sunt romii, care alcătuiesc 3,5% din populația regiunii (sub media națională). Romii sunt dispersați pe întreaga regiune, cea mai mare comunitate existând în Bihor, unde aproximativ 5% din populație sunt țigani. Un alt grup etnic prezent sunt ucrainienii, mai ales în nordul regiunii, în zonele din apropierea graniței cu Ucraina. Mai mult de jumătate din ucrainienii din România se află în Județul Maramureș, unde sunt 6,67% din totalul populației. În comuna Bistra din Maramureș, ucrainienii sunt majoritari.

## Limbi vorbite
Datorită diversității etnice întâlnite, sunt vorbite mai multe limbi:
- Româna: 2.098.639 (76,6%)
- Maghiara: 545.055 (19,9%)
- Romani: 44.984 (1,6%)
- Ucraineană: 35.079 (1,3%)

## Religia
- Ortodocși: 1.873.647 (68,38%)
- Reformați: 347.857 (12,70%)
- Romano-Catolici: 187.988 (6,86%)
- Greco-Catolici: 114.978 (4,20%)
- Penticostali: 106.959 (3,90%)
- Atei: 5.244 (0,19%)

(a se vedea: Mărculeț I., Buza M. (2010), Aspecte privind structura confesională a populației din Regiunea de Dezvoltare Nord-Vest a României, Comunicări științifice, IX, Mediaș, pag. 358-362).

## Cetățenie
99,9% din populație are cetățenie română. Există 2.343 cetățeni străini cu domiciliu, sau 0,09% din populație, dintre care:
- Cu cetățenie molodovenească: 621
- Cu cetățenie italiană: 298
- Cu cetățenie ucraineană: 156

2.687 de persoane, sau 0,10% din populație, au cetățenie multiplă.